# گیت (واشینگتن)
گیت (به انگلیسی: Gate) یک منطقهٔ مسکونی در ایالات متحده آمریکا است که در شهرستان تورستن، واشینگتن واقع شده‌است. گیت ۳۶٫۸۸ متر بالاتر از سطح دریا واقع شده‌است.